# SN 1995an
SN 1995an – supernowa typu II odkryta 27 października 1995 roku w galaktyce UGC 3188. W momencie odkrycia miała maksymalną jasność 17,50m.